# Stanley Mandelstam
Pour les articles homonymes, voir Mandelstam.
Stanley Mandelstam (né le 12 décembre 1928, à Johannesbourg, en Afrique du Sud, mort le 23 juin 2016, à Berkeley, Californie), est un physicien d'origine sud-africaine. Il introduisit les variables de Mandelstam invariantes du point de vue relativiste dans la physique des particules en 1958 comme un système de coordonnées pratique pour la formulation de ses relations de double dispersion. Les relations de double dispersion constituent un outil central dans le modèle bootstrap (en) qui cherchait à formuler une théorie compatible de particules de types infiniment nombreux de spin croissant.

## Travaux
Avec Tullio Regge, Mandelstam effectua les premiers développements de la théorie de Regge (en) de la phénoménologie de l'interaction forte. Il réinterpréta le taux de croissance analytique de l'amplitude de dispersion en fonction du cosinus de l'angle de dispersion comme une loi de puissance de la chute des amplitudes de dispersion à haute énergie. Avec la relation de la double dispersion, la théorie de Regge permit aux théoriciens de la physique de trouver des contraintes analytiques suffisantes sur les amplitudes de diffusion des états liés pour formuler une théorie dans laquelle il existe un nombre infini de types de particules, aucune d'entre elles n'étant fondamentales.
Après que Gabriele Veneziano ait construit la première amplitude de diffusion à arborescence décrivant des types de particules infiniment nombreux, ce qui fut immédiatement reconnu comme une amplitude de diffusion des cordes, Mandelstam continua d'apporter des contributions cruciales. Il interpréta l'algèbre de Virasoro découverte en conditions uniformes comme une symétrie géométrique d'une théorie des champs conformes d'un feuillet d'univers, en formulant la théorie des cordes en termes de théorie des champs quantiques à deux dimensions. Il se servit de l'invariance conforme pour calculer l'amplitude des cordes arborescentes dans de nombreux domaines de feuillets d'univers. Mandelsstam fut le premier à construire explicitement les amplitudes de dispersion du fermion dans les secteurs de la théorie des supercordes de secteur de Neveu-Schwarz (en) et de Pierre Ramond, et ultérieurement donna des arguments pour la finitude de la théorie des perturbations des cordes.
Mandelstam affirmait ne pas avoir prouvé que la théorie des cordes est finie, mais avoir prouvé qu'un certain type de termes infinis n'apparaît pas dans la théorie des cordes.
En théorie des champs quantiques, Mandelstam, Alan Luther, Victor J. Emery et Sidney Coleman, indépendamment les uns des autres, poursuivirent les travaux de Tony Skyrme pour montrer que le modèle de Sine-Gordon (en) quantique à deux dimensions est décrit de façon équivalente par un modèle de Thirring (en) dont les fermions sont les solitons du modèle sine-Gordon. Il démontra également que la théorie de jauge supersymétrique 4d N=4 est dénombrable, preuve que cette théorie est invariante d'échelle pour tout ordre de théorie de perturbation, premier exemple d'une théorie des champs où tous les infinis des diagramme de Feynman s'annulent.
Parmi ses étudiants à l'université de Berkeley figurent Joseph Polchinski et Charles Thorn.

## Éducation
- Witwatersrand, (BSc, 1952);
- Trinity College (Cambridge), (BA, 1954);
- Université de Birmingham , (PhD, 1956).

## Carrière
- Professeur de physique mathématique, Université de Birmingham, 1960–63
- Professeur associé, Université de Paris-Sud, 1979–80 et 1984–85
- Professeur de physique, Université de Californie, Berkeley, depuis 1963, professeur émerite depuis 1994.

## Honneurs
- Membre de la Royal Society, 1962 ;
- Prix Dirac, Centre International de Physique Théorique (Trieste), 1991 ;
- Membre de l'Académie américaine des Arts et des Sciences, 1992 ;
- Prix Dannie Heineman pour la physique mathématique, de l'American Physical Society, 1992.